# 台灣角川輕小說新人王
台灣角川輕小說新人王是台灣角川主辦、面向全球華語圈的輕小說競賽，前身為角川華文輕小說大賞。

## 概要
2015年度角川華文輕小說大賞頒獎典禮上，台灣角川宣佈，因應市場變化及讀者喜好變遷，籌備將有關輕小說比賽改頭換面，將原本一年一度徵稿改為定期徵稿及公佈結果。
2015年7月17日，台灣角川官方網站正式公佈全新徵稿辦法，確立一年四季徵稿，並命名為「台灣角川華文輕小說新人王」。其中，每年冬季及夏季會徵集男性向作品，而春季及秋季會徵集女性向作品。每一季的徵稿結果將會直接公佈，而不會發佈任何審查過程訊息。得獎名額沒有任何限制，亦可從缺。每名得獎者將可獲得獎金新台幣3萬元，並另行於作品出版後計算版稅。
2016年6月3日，角川華文輕小說大賞得獎作者在網上指控責任編輯對待不當，隨後觸發了不少有關台灣角川冷待華文輕小說部門的討論。2016年7月29日，台灣角川官方網站公告，因應整體出版產業的變動，停辦台灣角川華文輕小說新人王。

## 得獎名單
| 屆數       | 得獎作品                                      |
| 男性向     | 男性向                                        |
| ---------- | --------------------------------------------- |
| 2015年夏季 | 《什麼？有機娘！？》安存愛 ISBN 9789864730858 |
| 2016年冬季 | 從缺                                          |
| 女性向     |                                               |
| 2015年秋季 | 《魂草》葛葉                                  |
| 2016年春季 | 從缺                                          |

## 相關項目
- 台灣角川
- 角川華文輕小說大賞
- 台灣出版輕小說列表

## 外部連結
- 台灣角川輕小說新人王